# Siagonodon
Siagonodon — рід змій родини струнких сліпунів (Leptotyphlopidae). Представники цього роду мешкають в Південній Америці.

## Види
Рід Siagonodon нараховує 4 види:
- Siagonodon borrichianus (Degerbøl, 1923)
- Siagonodon cupinensis (J.R. Bailey & A.L. Carvalho, 1946)
- Siagonodon exiguum Martins, Folly, Nunes-Ferreira, Garcia da Silva, Koch, Fouquet, Machado, Lopes, Pinto, Rodrigues, & Passos, 2023
- Siagonodon septemstriatus (J. Schneider, 1801)

## Етимологія
Наукова назва роду Siagonodon походить від сполучення слів дав.-гр. σιαγων — щока і οδους — зуб.